# Rio Akobo
Ponte sobre o rio Akobo em Dimma
O rio Akobo é um rio na fronteira entre o Sudão do Sul e a Etiópia . De sua fonte nas terras altas da Etiópia, perto de Mizan Teferi, flui para o oeste por 434 quilômetros (270 mi) para se juntar ao rio Pibor. O Pibor deságua no rio Sobat, que por sua vez deságua no Nilo Branco.
Os afluentes do rio Akobo incluem o Cechi, o Chiarini e o Owag, do lado direito ou etíope; e Neubari, Ajuba e Kaia, no lado esquerdo ou no sul do Sudão.

## História
A fronteira entre o Sudão e a Etiópia foi definida para a região próxima ao rio Akobo em 1899, pelo Major HH Austin e Major Charles W. Gwynn, da Royal Engineers britânica. Eles não tinham conhecimento da terra, dos seus habitantes ou dos seus idiomas, e tinham poucos mantimentos. Em vez de definir uma linha baseada em grupos étnicos e territórios tradicionais, essencialmente ao longo da escarpa que separa as terras altas e as planícies, Majores Austin e Gwynn simplesmente propuseram traçar a linha no meio do rio Akobo e partes do rio Pibor e do rio Baro . Essa fronteira foi consumada no Tratado Anglo-Etíope de 1902, resultando em uma área na região etíope de Gambela chamada Baro Salient.
O Baro Salient está mais estreitamente conectado ao Sudão do Sul do que à Etiópia, tanto em termos de características naturais quanto de pessoas. O Baro Salient foi usado como santuário pelos insurgentes sudaneses durante as longas guerras civis do país. Era difícil para o Sudão exercer autoridade sobre uma região que faz parte da Etiópia, e a Etiópia relutava em policiar essa região remota e se envolver na política dos conflitos internos do Sudão.
O Akobo tem sido objeto de várias pesquisas de mineração. Em 1939, os engenheiros da COMINA realizaram a exploração do Akobo e seus afluentes. Os afluentes de fluxo norte pareciam ser mais promissores do que os afluentes sul. Valores de até 10 gramas de ouro por metro cúbico foram encontrados no riacho Chama, e o valor médio possível pode ser de 0,7 g por metro cúbico. No período 1952-1954, o Ministério de Minas empregou até 120 mineiros por vez. Eles produziram uma média de 1,66 gramas de ouro por dia.